# Cathédrale Jangchung de Pyongyang
La cathédrale de Jangchung est le siège du diocèse catholique de Pyongyang, en Corée du Nord.
Située dans la commune de Jangchung, arrondissement de Songyo à Pyongyang, elle a été construite en octobre 1988.
Bien qu'elle ne dispose d'aucun clergé, les catholiques de la ville y viennent chaque semaine pour un service de prière dominical dirigé par le Président de l'Association des Catholiques de Corée du Nord, le docteur Samuel Jang Chae On. On y organise également, chaque mardi, une « réunion de prière pour la réconciliation et l’union nationale », en même temps que celle organisée à la cathédrale de Myeongdong à Séoul en Corée du Sud. Enfin, à l’occasion d’importants jours fériés, le chœur de la Cathédrale donne un concert.

## Galerie

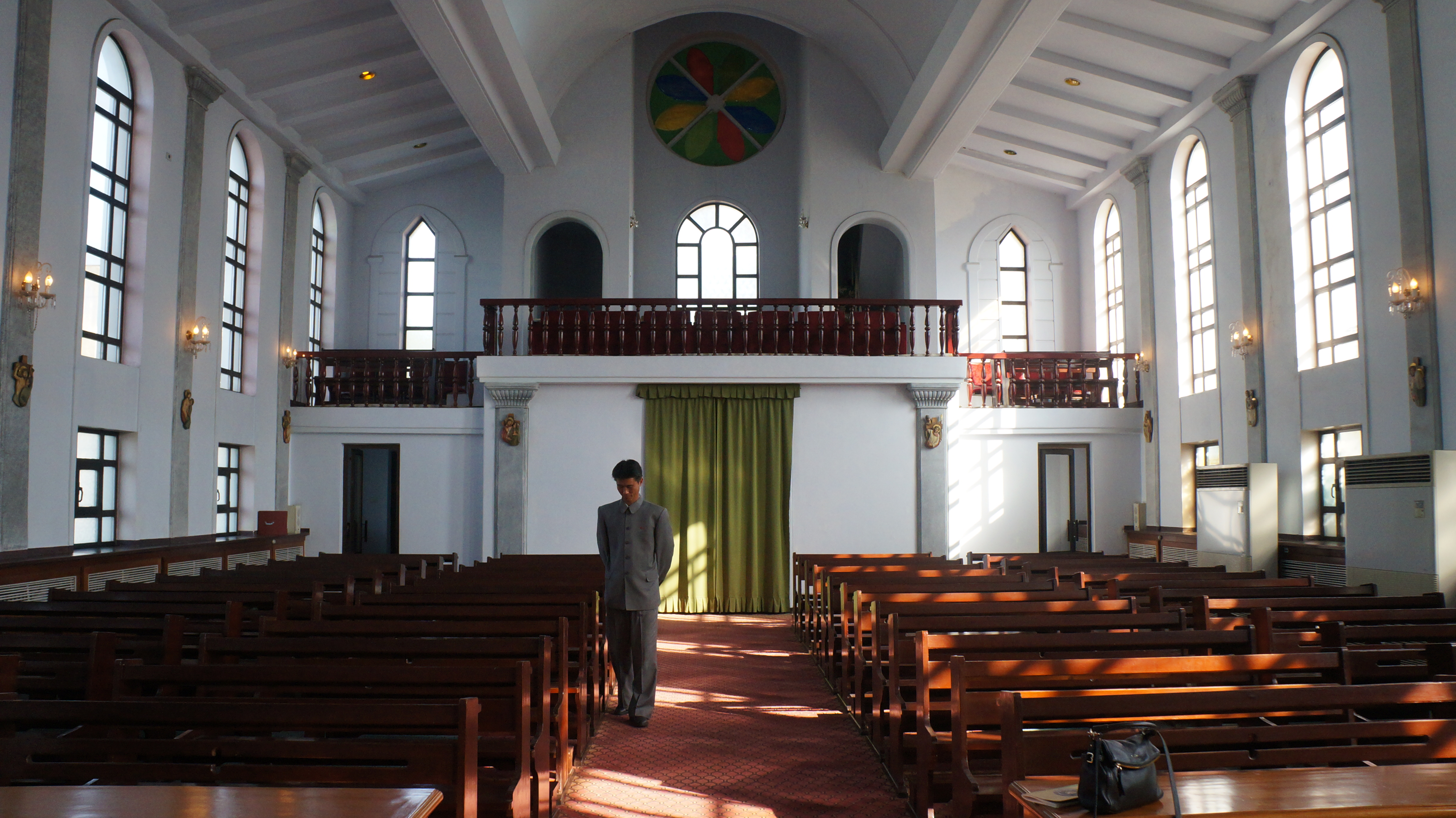
L'intérieur de la cathédrale
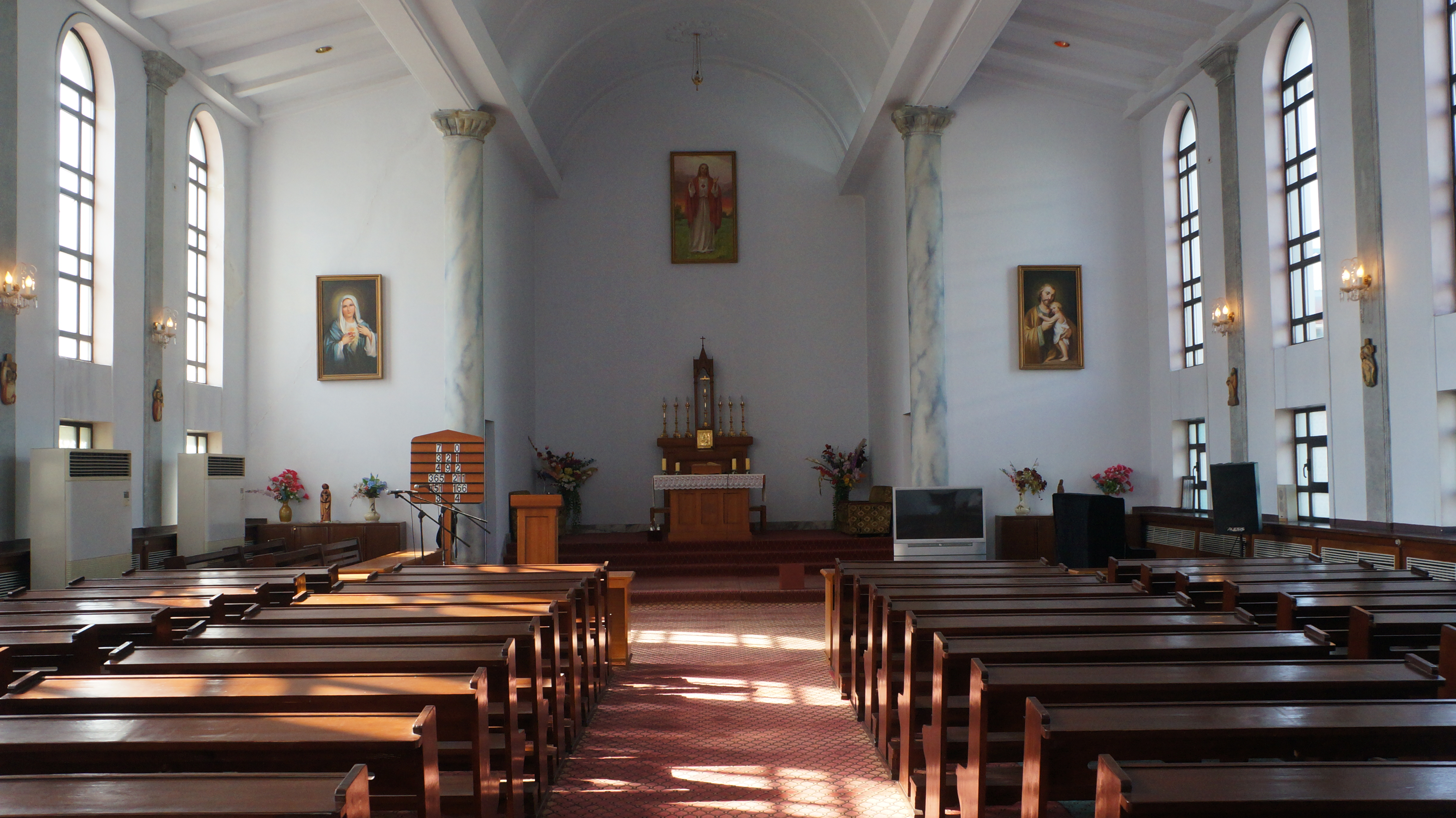
Le chœur